# Seznam cerkva in kapel v Mariboru
Seznam cerkva in kapel v Mariboru.

## Cerkve
| Slika                     | Ime                      | Lokacija                                                                            | Gradnja                                                                                   | Slog, arhitekt                       | Namembnost |
| ------------------------- | ------------------------ | ----------------------------------------------------------------------------------- | ----------------------------------------------------------------------------------------- | ------------------------------------ | --- |
| Klikni za spremembo slike | sv. Alojzij              | Središče, Glavni trg 7                                                              | 1767–1769                                                                                 | barok, Janez Nepomuk Fuchs           | nekdanja cerkev jezuitskega kolegija, do leta 2016 edina podružnična cerkev v Mariboru (spadala pod Župnijo Maribor - Sv. Janez Krstnik), danes cerkev Hrvaške katoliške misije v Mariboru |
| Klikni za spremembo slike | bl. Anton Martin Slomšek | Košaki, Košaški Dol 153                                                             | 2008–2019 (posvečena)                                                                     | Ivo Goropevšek                       | |
| Klikni za spremembo slike | sv. Ciril in Metod       | Tezno, Vrablova ulica 21                                                            | 1971                                                                                      | Ciril Zazula                         | |
| Klikni za spremembo slike | Evangeličanska cerkev    | Središče, Trubarjeva ulica 1                                                        | 1869                                                                                      | neorenesansa                         | |
| Klikni za spremembo slike | sv. Frančišek Asiški     | Radvanje, Lackova cesta 2                                                           | 1979                                                                                      | Ciril Zazula                         | cerkev je nastala z razširitvijo kapele iz leta 1894 |
| Klikni za spremembo slike | sv. Janez Bosko          | Engelsova ulica 66                                                                  | 2015 (blagoslovljena)                                                                     |                                      | salezijanska |
| Klikni za spremembo slike | sv. Janez Krstnik        | Središče, Slomškov trg                                                              | 2. četrtina 12. stoletja                                                                  | gotika                               | stolnica, grob škofov Antona Martina Slomška in Maksimilijana Držečnika |
| Klikni za spremembo slike | sv. Jožef                | Studenci, Ob izvirkih 5                                                             | 1675, 1726–1728 (na novo pozidana)                                                        | barok                                | kapucinska, nekdanja lazaristovska, usoda prvotne cerkve nejasna |
| Klikni za spremembo slike | sv. Križ                 | Tabor, Ertlova ulica 4                                                              | 1987–1990                                                                                 | Bogdan Reichenberg                   | |
| Klikni za spremembo slike | sv. Marija Magdalena     | Magdalenski trg 3                                                                   |                                                                                           |                                      | jezuitska |
| Klikni za spremembo slike | Marija Mati Cerkve       | Pobrežje, Kosovelova ulica 1 a                                                      | 1987–1995                                                                                 | Borut Pečenko, Ivo Goropevšek        | |
| Klikni za spremembo slike | Marijino vnebovzetje     | Brezje, Na Trati 7                                                                  |                                                                                           |                                      | |
| Klikni za spremembo slike | Mati Usmiljenja          | Središče, Ulica škofa Maksimilijana Držečnika 7                                     | 1892–1900                                                                                 | neoromanika, Richard Jordan          | bazilika, frančiškanska, grob škofov Mihaela Napotnika, Ivana Jožefa Tomažiča, Jakoba Stepišnika, patra Kalista Herica, nekdanji grob škofa Antona Martina Slomška                         |
| Klikni za spremembo slike | sv. Rešnje telo          | Tabor, Cesta zmage 29                                                               | 1936–1938                                                                                 | Herbert Drofenik                     | |
| V načrtu                  |                          |                                                                                     |                                                                                           |                                      | |
|                           | sv. Ciril in Metod       | Tržaška cesta, gozdna parcela poleg sedanje pravoslavne kapele sv. Cirila in Metoda |                                                                                           |                                      | pravoslavna, v načrtu |
| Nekdanje                  |                          |                                                                                     |                                                                                           |                                      | |
|                           | sv. Duh                  | Središče, Slomškov trg 10                                                           |                                                                                           |                                      | predhodnica Pošte Slovenije |
| Klikni za spremembo slike | sv. Lazar                | Trg generala Maistra                                                                | 1935–1936, 1941 (porušena ob okupaciji)                                                   | neobizantinski slog, Momir Korunović | srbska pravoslavna cerkev |
| Klikni za spremembo slike | Marijino oznanjenje      | Središče, Gospejna ulica 3                                                          | 1760–1766, 1864–1869 (preurejena v začasno evangeličansko cerkev)                         |                                      | celestinska, do 2. aprila 1782, ko je bil samostan ukinjen, danes Umetnostna galerija Maribor                                                                                              |
| Klikni za spremembo slike | Marijino vnebovzetje     | Vojašniški trg 2                                                                    | 1270 (omenjena)                                                                           | barok                                | minoritska, danes prireditveni prostor Mestne občine Maribor, samostan pa Lutkovno gledališče Maribor                                                                                      |
| Klikni za spremembo slike | Mati Usmiljenja          | Središče, Ulica škofa Maksimilijana Držečnika 7                                     | 1620 (posvečena)                                                                          |                                      | kapucinska, nato minoritska, redemptoristična, frančiškanska; do leta 1784 se je imenovala cerkev Marijinega vnebovzetja; predhodnica današnje bazilike                                    |
|                           | sv. Ulrik                | Na vogalu Prešernove ulice in Partizanske ceste                                     | 1300 (prva omemba), 1844 (porušena)                                                       |                                      | po ljudskem izročilu najstarejša cerkev v Mariboru, kasneje podružnična cerkev Stolne župnije                                                                                              |
| Klikni za spremembo slike | Vsi sveti                | Židovska ulica 4                                                                    | 14. stoletje (zgrajena kot sinagoga), 1501 (spremenjena v cerkev), 1785 (cerkev ukinjena) |                                      | sinagoga v Judovski četrti, nato cerkev, zatem vojaško skladišče, stanovanjska hiša, razstavni prostori                                                                                    |

## Kapele
| Slika                     | Ime                           | Lokacija                                                                   | Gradnja | Slog, arhitekt  | Namembnost |
| ------------------------- | ----------------------------- | -------------------------------------------------------------------------- | --- | --------------- | --- |
|                           | bl. Anton Martin Slomšek      | Univerzitetni klinični center Maribor, Ljubljanska ulica 5                 | |                 | bolniška kapela |
|                           | sv. Ciril in Metod            | Tržaška cesta 13                                                           | 2006 (preureditev stare zgradbe)                                                                                           |                 | glavni bogoslužni prostor Srbske pravoslavne občine v Mariboru; preurejena stavba nekdanjega skladišča Mariborskega vodovoda |
|                           | sv. Florjan                   | Vetrinjski dvor, Vetrinjska ulica 30                                       | 1519 (posvečena) |                 | dvorna kapela |
|                           | Loretska Mati Božja           | Mariborski grad, Grajska ulica 2                                           | |                 | grajska kapela |
| Klikni za spremembo slike | Marija Pomočnica              | Pobreško pokopališče                                                       | 1891 |                 | pokopališka kapela, grob škofa Andreja Karlina                                                                               |
| Klikni za spremembo slike | Marijino brezmadežno spočetje | Piramida (386 metrov)                                                      | 1821 |                 | |
|                           | Marijino brezmadežno spočetje | Vinarska ulica 14 a                                                        | |                 | hišna kapela družine Josipa Priola                                                                                           |
|                           | Marijino brezmadežno spočetje | Strossmayerjeva ulica 17                                                   | |                 | samostanska kapela Šolskih sester sv. Frančiška Kristusa Kralja                                                              |
| Nekdanje                  |                               |                                                                            | |                 | |
|                           | sv. Katarina                  | Melje, Trdinova ulica 18                                                   | 1413 (omenjena), 1827 (razsvečena), 1844 (podrta)                                                                          |                 | del nekdanje komende Malteškega viteškega reda                                                                               |
|                           | sv. Mihael                    | Središče, Slomškov trg, v bližini današnje Pošte Slovenije                 | 1245 (prvič omenjena), med 1783 in 1797 (podrta ob odstranitvi starega pokopališča)                                        |                 | kapela s kostnico (karner)                                                                                                   |
|                           | Srce Jezusovo                 | Ljubljanska ulica 13                                                       | 1932 (blagoslovljena), 2020 (oprema prestavljena v prostore Škofijske gimnazije Antona Martina Slomška in zgradba prodana) | Jože Plečnik    | jezuitska kapela, del stanovanjskega poslopja, edino Plečnikovo delo v Mariboru                                              |
| Klikni za spremembo slike | Žalostna Mati Božja           | nekdanje mestno pokopališče ob Strossmayerjevi ulici, današnji Ljudski vrt | 1827, 1951 (podrta) |                 | pokopališka kapela, prvi grob škofov Antona Martina Slomška in Jakoba Stepišnika                                             |
|                           | kapela                        | Grad Maribor, Piramida (386 metrov)                                        | |                 | grajska kapela |
|                           | kapela                        | Pobreško pokopališče                                                       | 1834, 1891 (podrta) |                 | pokopališka kapela, predhodnica sedanje kapele Marije Pomočnice, grob grofov Brandis                                         |
| Klikni za spremembo slike | kapela                        | Pobreško pokopališče                                                       | 1926 | Rudolf Kiffmann | nikoli posvečena, že od začetka služila kot mrliška vežica                                                                   |
|                           | kapela                        | Središče, Slomškov trg 19                                                  | |                 | pisarna Nadškofijskega ordinariata Maribor                                                                                   |